# Unité d'Habitation

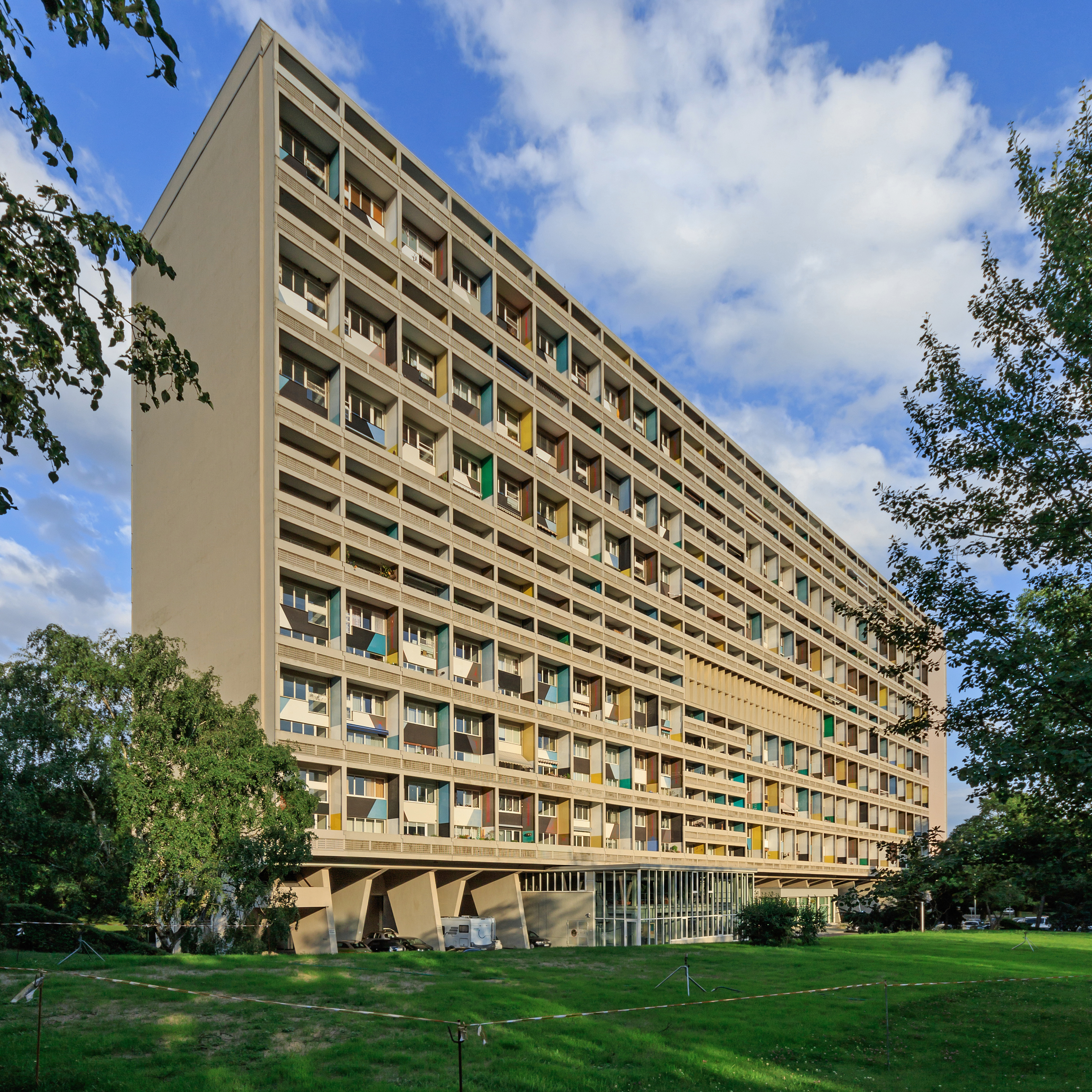
Unité de Berlín de Corbusier

La Unité d'Habitation (del francés: Unité d'habitation ‘Unidad de Habitación’) es el nombre de un concepto de tipología residencial del movimiento moderno desarrollado por Le Corbusier, con la colaboración del pintor-arquitecto Nadir Afonso. El concepto fue la base de varios conjuntos de viviendas diseñados por él en toda Europa con ese nombre. Al final, Le Corbusier eliminó este proyecto de su cuaderno de trabajo porque los arquitectos de contacto de Berlín no habían aplicado ninguno de sus planes para los interiores y la estructura exterior no se había construido según sus instrucciones detalladas. La falta de calidad en general le enfadó a él y a sus colaboradores.

## Cité Radieuse

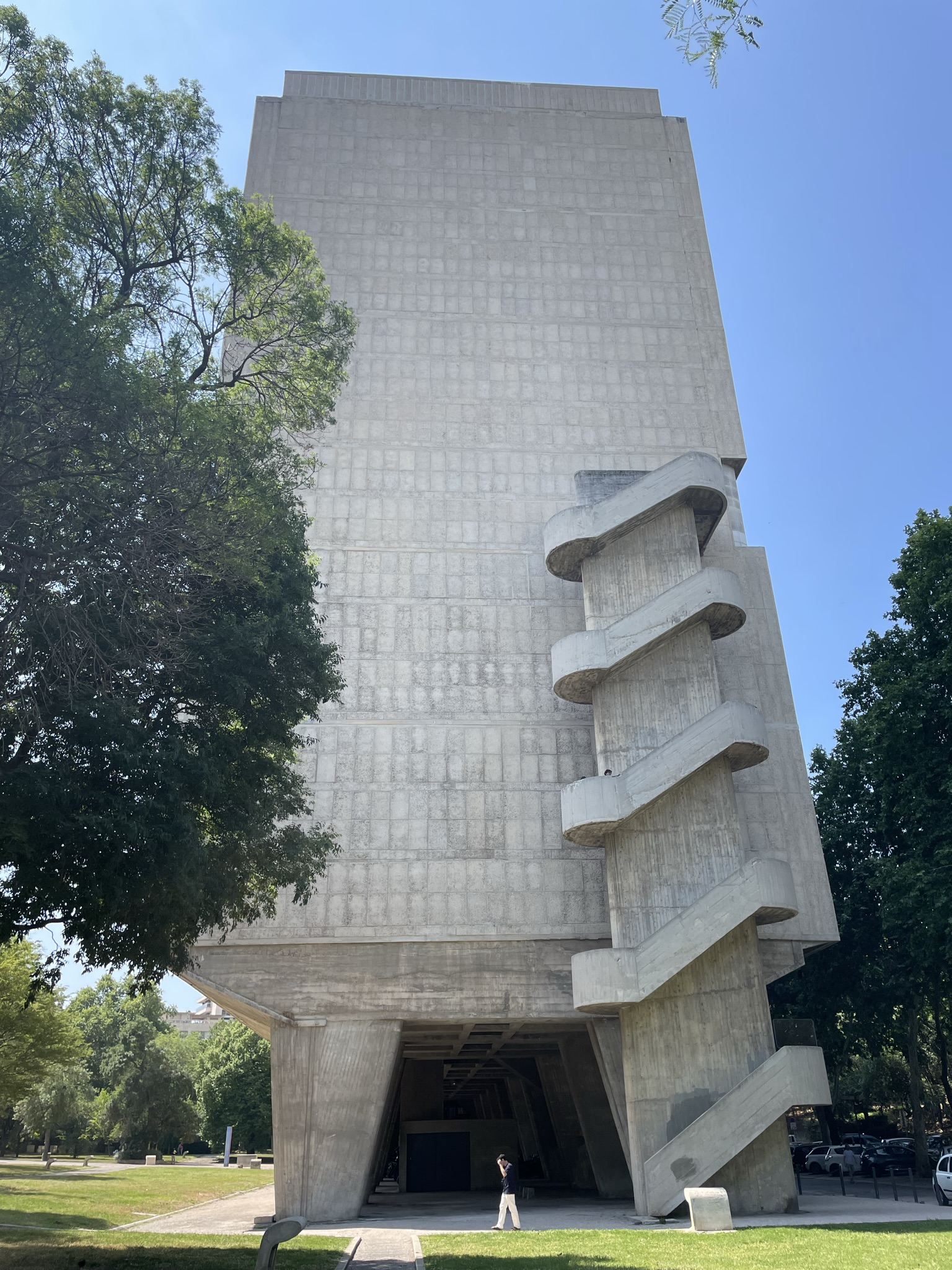
Vista del costado de la Unidad de Habitación de Marsella

El primer y más famoso de estos edificios, también conocido como Cité Radieuse (del francés: Cité radieuse ‘Ciudad radiante’) e informalmente como La Maison du Fada (del provenzal: La Maison du Fada ‘La casa del loco’), está localizado en Marsella, Francia, y fue construido entre 1947 y 1952. El edificio supone uno de los trabajos más famosos de Le Corbusier, siendo enormemente influyente y a menudo citado como fenómeno inspirador de la filosofía y estilo arquitectónico brutalista.
El edificio de Marsella, desarrollado junto con los diseñadores de Le Corbusier Shadrac Woods y George Candilis, es un prisma rectangular de 130 m de longitud y 56 m de altura, elevado del suelo mediante grandes pilotis de hormigón. Sus 337 apartamentos en forma de dúplex se distribuyen en doce plantas. El edificio también incorpora tiendas, equipamientos deportivos, educativos y sanitarios, y un hotel. El volumen se remata con una cubierta plana transitable concebida como una terraza comunitaria, adornada con chimeneas de ventilación que adoptan formas escultóricas, y que alberga una pista de atletismo y un estanque de poca profundidad.
En el interior, los corredores atraviesan el centro del eje longitudinal de cada tercer piso del edificio, dando acceso al nivel de entrada de los dúplex, que se extienden de una fachada a la otra en el piso superior e inferior de cada corredor, y que finalizan en un balcón Brise soleil. A diferencia de muchos de los diseños posteriores inspirados en el edificio de Marsella, que carecen de las generosas proporciones del original, así como de sus instalaciones comunitarias y zonas verdes, la Unité es popular entre sus residentes, y ahora está habitada principalmente por profesionales de clase media.
El edificio se construyó en béton brut (hormigón visto), pues en la escasez de la posguerra, el diseño en estructura metálica previsto inicialmente resultó ser demasiado costoso.

## Otros edificios y sus influencias
Para el diseño del edificio, el arquitecto se inspiró en su estudio del proyecto de vivienda colectiva Soviética del Edificio Narkomfin, de Ginzburg, finalizado en 1932.
Este diseño de la ciudad utópica de Le Corbusier se repitió en cuatro edificios más, con el mismo nombre y diseño muy similar. Las otras Unités fueron construidas en Nantes-Rezé (1955); Berlín -Westend (1957); Briey (1963) y  Firminy (1965).
La alternativa del hormigón visto influyó en el movimiento brutalista, y el edificio inspiró varios complejos de vivienda incluyendo Alton West estate en Roehampton (Londres), Park Hill en Sheffield. Estos edificios no obstante fueron duramente criticados. Otros diseños más exitosos basados en la Unité incluyen el Barbican Estate de Chamberlin, Powell y Bon (terminado en 1982), el Samuda Estate de Gordon Tait, Isla de los Perros (1965) y la Torre Trellick de Erno Goldfinger (1972), todos en Londres y la Unidad Habitacional Nonoalco-Tlatelolco en México.